# Agusti Pol
Agusti Pol (ur. 13 stycznia 1977) – andorski piłkarz grający na pozycji pomocnika, reprezentant kraju. Rozegrał 28 meczów w reprezentacji i strzelił 1 gola (w pierwszym meczu reprezentacji Andory w historii przeciwko Estonii).